# Pseudeurostus anemophilus
Pseudeurostus anemophilus là một loài bọ cánh cứng trong họ Ptinidae. Loài này được Chobaut miêu tả khoa học năm 1901.